# بمب‌گذاری فوریه ۲۰۱۶ دیاربکر
بمب‌گذاری فوریه ۲۰۱۶ دیاربکر واقعه ای بود که در تاریخ ۱۸ فوریه ۲۰۱۶ در استان دیاربکر ترکیه رخ داد و طی آن ۶ سرباز کشته و ۱ سرباز دیگر زخمی شدند.